# NGC 1615
NGC 1615 ist eine linsenförmige Galaxie vom Hubble-Typ E-S0 im Sternbild Stier. Sie ist schätzungsweise 149 Millionen Lichtjahre von der Milchstraße entfernt.
Das Objekt wurde am 5. Januar 1878 von Edouard Stephan entdeckt.